# Alkáč je největší kocour, aneb několik písní o lásce
Alkáč je největší kocour, aneb několik písní o lásce je název alba kapely Tři sestry.
CD bylo nahráno v létě 1991 v Propasti.

## Tvůrci
Tři sestry:
Lou Fanánek Hagen, ing. Magor, Nikotin, Hadr, Sup
a hosté:
Ing. Jiří Spurný (bendžo), František Kacafírek (housle), Petr Neustadt (saxofon), Petr Ackermann (tuba, ředitel symfonického orchestru), Petr Janda st. (zpěv), Petr Janda ml. (louskání), Marta Jandová (zpěv) a hlavně Supův Hanýsek (zpěv)

## Obsah
CD obsahuje 17 skladeb:
Strana 12° Světlé
1. Pěší zóna 2:07
2. Ta naše rytmika 1:58
3. ABCD 2:26
4. Bylo mi blbě 1:56
5. Taneční průmysl 0:15
6. Na Kovárně, to je nářez 2:03
7. Francouzská 3:13
8. Had Stupid 1:37
9. Bílej Jezdec - Pozor Jez! 2:56

Strana 12° Tmavé
1. Zelená 3:00
2. Janova Láska 3:57
3. Krámy 1:34
4. Letní Den 1:31
5. Večírek 2:32
6. Don't Drink & Drive 2:05
7. Amprnál 1:11
8. Deset Černejch Piv 2:44